# Paracentrobia dimorpha
Paracentrobia dimorpha är en stekelart som först beskrevs av Kryger 1932.  Paracentrobia dimorpha ingår i släktet Paracentrobia och familjen hårstrimsteklar. Inga underarter finns listade i Catalogue of Life.